# Pertuis de Méailles
Le pertuis de Méailles est une cavité naturelle située dans la commune de Méailles, dans les massif du Pelat et département des Alpes-de-Haute-Provence.

## Toponymie
En 1876, le guide Joanne indique la « grotte des Perthus », puis au début du XXe siècle le naturaliste Paul de Peyerimhoff note « pertuis de Méailles ». Par la suite, le nom générique « pertuis », qui désigne un trou dans la roche, se perd et le BRGM inventorie la grotte sous le nom de « grotte du Pertuis » en 1965, puis « Le Pertus » en 1978, « trou du Pertus » en 1987, « grotte du Pertus » en 1988. Aujourd'hui, sans doute par tradition, les entomologistes restent fidèles à l'appellation de Peyerimhoff et notent : « pertuis de Méailles ou de la Goumina ».

## Spéléométrie
La dénivellation du pertuis de Méailles est de 19 m pour un développement de 100 m.

## Géologie
La cavité se développe dans les calcaires du Nummulitique (Éocène).

## Histoire et préhistoire

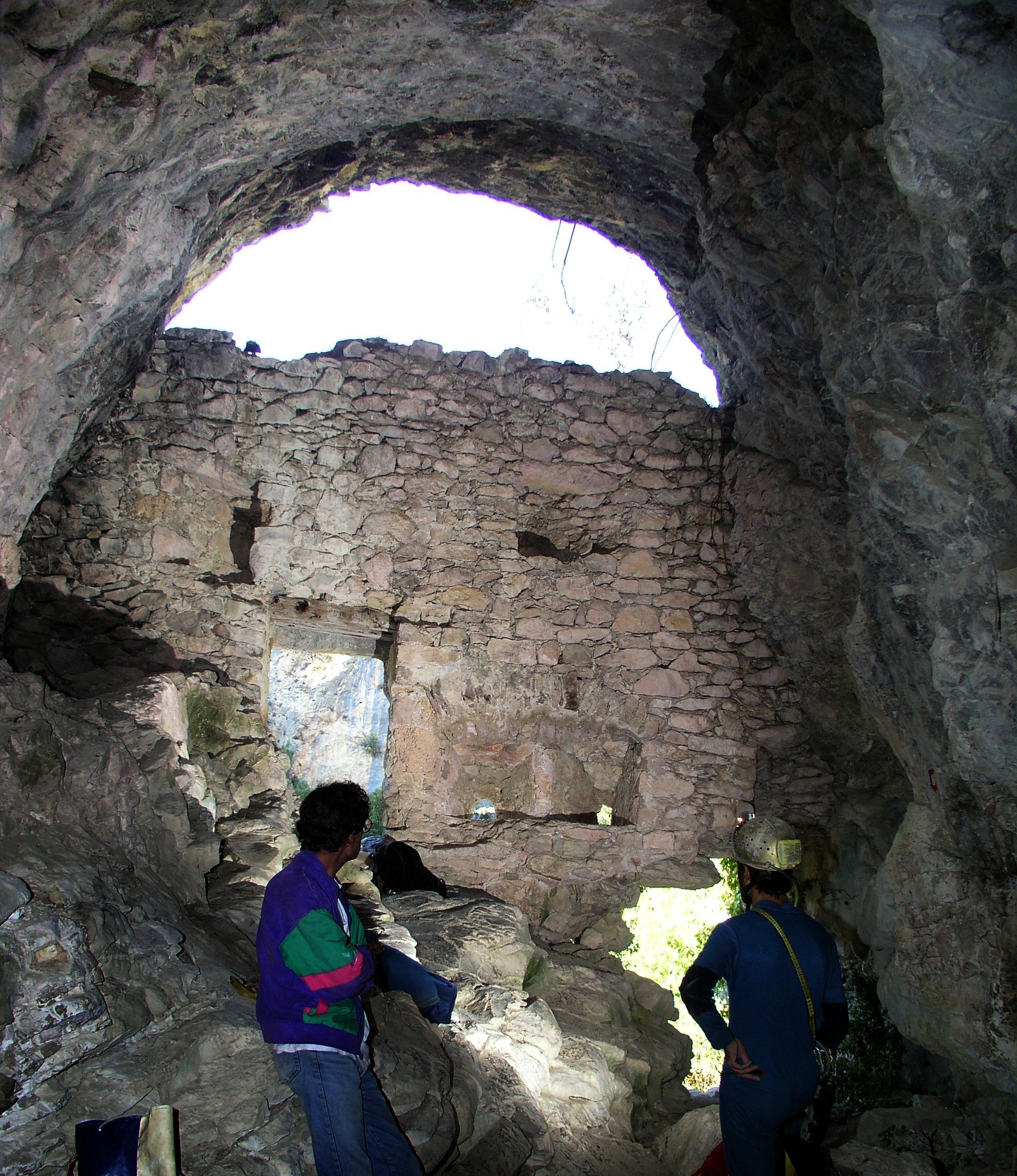
Intérieur du pertuis de Méailles.

Comme beaucoup de grottes bas-alpines, la cavité a été anciennement fréquentée ; Stéphane Fulconis « a ramassé 11 tessons de céramique attribuables à l’âge du Bronze, peut-être le Bronze final ». On trouve encore des tessons de poteries dans la salle du puits.
La grotte est fortifiée et présente des murs percés de meurtrières. « Le rôle militaire de ce site paraît incontestable, mais le problème se pose, ici (…) de trouver une documentation pour développer des hypothèses plus élaborées sur leur datation, leur fonction et leur utilisation ».
À partir de 1388, la sécession de Nice, Barcelonnette, entraîne le rattachement d'une partie du comté de Provence au comté de Savoie, faisant de Peyresq et de Méailles une seigneurie provençale située sur une marche frontière, et cela pour près de 500 ans (jusqu'en 1860). Cette situation politico-militaire pourrait expliquer l’aménagement des grottes de Méailles.

### Note
1. ↑  En spéléologie, le développement correspond à la longueur cumulée des galeries interconnectées qui composent un réseau souterrain.